# Raleigh (Mississippi)
Raleigh é uma cidade  localizada no estado americano de Mississippi, no Condado de Smith.

## Demografia
Segundo o censo americano de 2000, a sua população era de 1255 habitantes.
Em 2006, foi estimada uma população de 1247, um decréscimo de 8 (-0.6%).

## Geografia
De acordo com o United States Census Bureau tem uma área de
13,1 km², dos quais 13,1 km² cobertos por terra e 0,0 km² cobertos por água. Raleigh localiza-se a aproximadamente 166 m acima do nível do mar.

## Localidades na vizinhança
O diagrama seguinte representa as localidades num raio de 24 km ao redor de Raleigh.